# 多爾蒂 (喬治亞州)
多爾蒂（英語：Dougherty）是位於美國喬治亞州道生縣的一個非建制地區。該地的面積和人口皆未知。

## 地理
多爾蒂的座標為34°22′56″N 84°03′54″W / 34.38222°N 84.06500°W，而該地的平均海拔高度為330米（即1083英尺）。